# Marie Déa
Marie Déa, nata Odette Alice Marie Deupès (Nanterre, 17 maggio 1912 – Parigi, 1º marzo 1992), è stata un'attrice francese.

## Filmografia parziale

### Cinema
- La vergine folle (La vierge folle), regia di Henri Diamant-Berger (1938)
- L'imboscata (Pièges), regia di Robert Siodmak (1939)
- Due donne innamorate (Premier bal), regia di Christian-Jaque (1941)
- Amanti senza domani (Histoire de rire), regia di Marcel L'Herbier (1941)
- Le journal tombe à cinq heures, regia di Georges Lacombe (1942)
- L'amore e il diavolo (Les visiteurs du soir), regia di Marcel Carné (1942)
- 56, rue Pigalle, regia di Willy Rozier (1949)
- Orfeo (Orphée), regia di Jean Cocteau (1950)
- Caroline chérie, regia di Richard Pottier (1951)
- O.S.S. 117 non è morto (O.S.S. 117 n'est pas mort), regia di Jean Sacha (1957)
- La giumenta verde (La jument verte), regia di Claude Autant-Lara (1959)
- L'assassino è al telefono (L'assassin est dans l'annuaire), regia di Léo Joannon (1962)
- Uno dei tre (Le glaive et la balance), regia di André Cayatte (1962)
- Il matrimonio (Mariage), regia di Claude Lelouch (1974)
- La fabbrica degli eroi (Le bon et les méchants), regia di Claude Lelouch (1976)
- Quel giorno il mondo tremerà (Armaguedon), regia di Alain Jessua (1977)
- L'ultimo giorno d'amore (L'homme pressé), regia di Édouard Molinaro (1977)

### Televisione
- L'abonné de la ligne U - serie TV, 5 episodi (1964)
- La famille Cigale - miniserie TV, 6 episodi (1977)
- Les chevaux du soleil - serie TV, 2 episodi (1980)